# Stodt
Stodt ist seit der kommunalen Neuordnung, die am 1. Januar 1975 in Kraft trat, ein Ortsteil der Stadt Hemer in Nordrhein-Westfalen. Zuvor gehörte die Siedlung zur selbstständigen Gemeinde Ihmert, die sie am 1. Januar 1969 von Evingsen übernommen hatte.
Stodt liegt im Südosten der Stadt und gehört zum Naturpark Sauerland-Rothaargebirge. Die Siedlung ist umgeben von den Ortschaften Heide im Norden, Heidermühle im Osten, Hüingsen im Süden sowie Schwarzpaul im Westen.
In wirtschaftlicher Hinsicht ist die Siedlung von der Land- und Forstwirtschaft geprägt.